# Sybra varians
Sybra varians là một loài bọ cánh cứng trong họ Cerambycidae.